# Palair
Palair Macedonian Airlines (makedonsko Авиокомпанија „Палер Македонија“) je bila makedonska letalska družba s statusom nacionalnega prevoznika. Letalske operacije je izvajala iz letališč v Skopju in Ohridu. 

## Zgodovina
Ob razpadu |Jugoslavije in pridobitvi samostojnosti Republike Makedonije v zgodnjih devetdesetih letih dvajsetega stoletja je bila ustanovljena družba Palair Macedonian Airlines s sedežem v Skopju.
Svoje letalske operacije je družba pričela z najetim letalom Tupoljev Tu-154, kmalu pa so jim sledila najeta letala Fokker F-28 in Fokker 100. Letala so bila v rdeče-belih barvah, pozneje v rdeči barvi z rumenim besedilom.
Po prenehanju sankcij OZN napram ZR Jugoslaviji v letu 1996, ko se je jugoslovanski nacionalni prevoznik JAT (Yugoslav Airlines) vrnil na makedonski trg, je prišlo do drastičnega upada števila prepeljanih potnikov. Posledično je septembra 1996 Palair prenehal z opravljanjem letalskih operacij.

## Flota
V času svojega delovanja je Palair uporabljal naslednja letala
- Tupoljev Tu-154B (4 letala)[1] - Najeta od Balkan Bulgarian Airlines in vpisana v bolgarski register letal
- Antonov An-24 (3 letala)[1]
- Fokker F-28 Fellowship (2 letali)[1]
- Fokker 100 (4 letala)[1]
- BAC 1-11-528FL - najeto letalo od Jaro International

Ob koncu delovanja je družba letela še s tremi letali.

## Nesreče
5.marca 1993 je letalo Fokker F-100 na letu 3D 101 iz Skopja za Zürich strmoglavilo takoj po vzletu s piste 34 skopskega letališča. Preiskava nesreče je ugotovila, da je vzrok za nesrečo napaka posadke, ki ni pred odletom razledenela letala. Od 97 oseb na krovu letala, jih je v nesreči umrlo 83.

## Destinacije
Ob prenehanju izvajanja letalskih operacij je Palair opravljal polete do naslednjih destinacij: